# Самовіли
Самові́ли, самоді́ви (болг. самовили, самодиви), або ві́ли, ви́ли (серб. виле) — у фольклорі південних слов'ян жіночі духи річок, лісів, гір; аналог русалок, мавок.

## Етимологія та назви
Назва «віла» ймовірно пов'язана з рухом і походить від кореня *viti — «вити(ся)» або з *vei — «віяти», споріднена з литовським vyti — «переслідувати» та авестійським vayeiti («гнати»).
У західних слов'ян вілами називають божевільних (старопольськ. wiła — «біснуватий», «блазень»). Александер Брюкнер припускав, що назва «віли» спершу стосувалася міфічних істот, а потім перейшла на людей, нібито зачарованих або проклятих вілами.
В сербському фольклорі, залежно від місця проживання, можуть мати різні назви: в лісах самовіли, в горах загоркині (zagorkinje), в річках та озерах бродариці (brodarice), в хмарах облакині (oblaknije).

## Образ і заняття

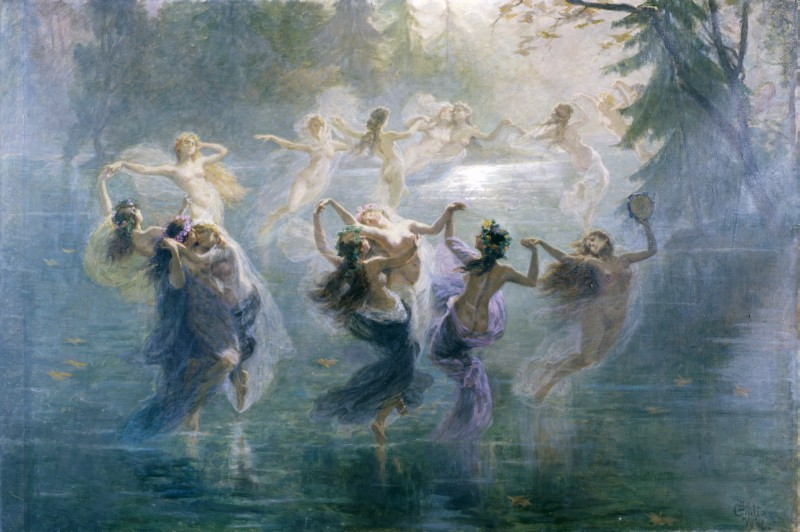
Танець віл, картина Бартоломео Джуліано, 1906 р.

Віли — це душі дівчат, які померли молодими. Вони здатні літати верхи на хмарах і рухати їх поглядом, їздити на конях і оленях. Зазвичай вони з'являються групами в подобі гарних крилатих дівчат з легким і майже прозорим тілом, оголених або мало одягнених. Також можуть з'являтися в подобі коней, лебедів, соколів або вовків. Іноді вони також перетворюються на вихори. Зрідка самовілам приписувалися козині ноги та палаючі очі.
Віли влаштовують ігрища, танцюючи в місячному світлі, та карають хворобами тих, до наближається до місця танців або житла віл. Ці істоти бувають заздрісними. В одній сербській пісні віла поцілила стрілою в лицаря Мілоша Обилича за те, що він співав краще за неї. Проте, віли можуть бути і прихильними до хлопців, попереджають їх про небезпеки, передбачають майбутнє. Часом згадується про шлюби між вілами та людьми.
У південнослов'янських народних переказах згадки про віл трапляються з XIII ст. Віли в образі дівчат згадуються в церковній літературі Русі ХІ-ХІІ ст. В російському фольклорі відсутні.

## Культ віл

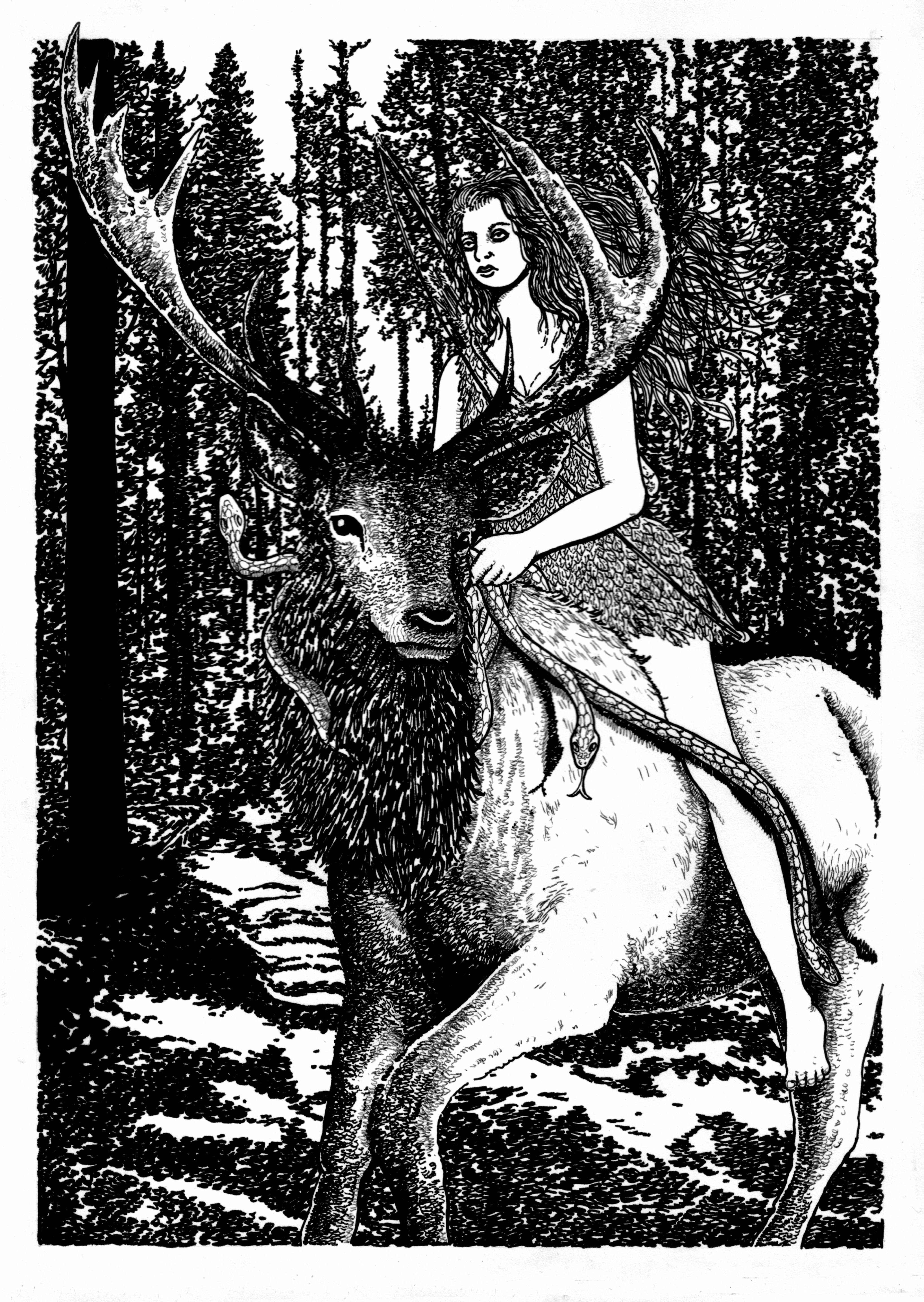
Віла верхи на олені

Вшанування віл проявляється в назвах струмків Вілині Води, Вілин Ізвон тощо. Вважалося, що при наближенні до струмків, де мешкають віли, треба спершу попередити цих істот, кинувши в воду камінь. Вілам лишали дари під деревами, біля каменів та в печерах.

## Віли в мистецтві
- Віли є персонажами в однойменній балетній опері Джакомо Пуччіні за літературним твором «Віли» (1856) Альфонса Карра[fr] (1808—1890)[4].
- Віли — молоді дівчата, які померли у день свого весілля. Вони нерозривно пов'язані з романтичним балетом «Жізель» французького композитора Адольфа Адама, створеного в Парижі у 1841 році. За сюжетом віли майже вловили останнє дихання коханого Жізель, але з першими променями сонця вони втратили свою силу.
- «Віли» — картина Бартоломео Джуліано 1906 року.
- «Історії про вілу Амалку» (Říkání o víle Amálce) чи «Віла Амалка» — чехословацький анімаційний серіал 1975 року[5].
- Віли (віїли) у творах Джоан Роулінг про Гаррі Поттера — надзвичайно красиві жінки, що зачаровують усіх своєю красою, а в гніві перетворюються на птахів. Віли з'являються в четвертій книзі серії «Гаррі Поттер і келих вогню», де вони служать талісманами болгарської збірної з квідичу під час Чемпіонату світу з квідичу. Персонаж Флер Делакур також на чверть віла.

## В українській літературі
- Леся Українка, поема «Віла-посестра» (прибл. 1901)[6].
- Бічуя Ніна Леонідівна, повість-оповідання «Біла Віла» (2013, до 100-річчя дня народження Л. Українки на замовлення журналу «Жовтень»)[7][8].